# Bebe Rexha
Bleta (Bebe) Rexha (Brooklyn, New York, 30 augustus 1989) is een Amerikaans zangeres van Albanese afkomst.

## Jeugd
Bebe Rexha werd in New York geboren als dochter van Albanese ouders uit Noord-Macedonië.

## Carrière
Rexha was de leadzangeres van de band Black Cards, die in 2010 gevormd werd door Pete Wentz, de bassist van Fall Out Boy. In januari 2012 stapte Rexha uit de band om een solocarrière na te jagen.
In 2013 tekende Rexha bij Warner Bros. Records. Ze brak door als songwriter door haar medewerking aan The Monster van Eminem en Rihanna. Vervolgens had ze als zangeres meerdere hits in samenwerking met andere artiesten, waarvan In the Name of Love met Martin Garrix de grootste was.
Rexha bracht in 2015 de ep I Don't Wanna Grow Up uit, in 2017 gevolgd door de ep All Your Fault: Pt. 1.
In 2017 kwam de single "Back to you" uit samen met Louis Tomlinson, voormalig lid van One Direction. Later dat jaar nam ze de plaat 'Meant to be' op, samen met het countryduo Florida Georgia Line. De single staat op haar debuutalbum Expectations die in juni 2018 uitkwam. De single I'm a Mess werd de grootste hit van het album.
In 2019 bracht de zangeres een nieuwe single uit, Last Hurrah, en werd ze genomineerd voor twee Grammy Awards.

## Discografie

### Albums
| Album met eventuele hitnotering(en) in de Nederlandse Album Top 100 | Datum van verschijnen | Datum van binnenkomst | Hoogste positie | Aantal weken | Opmerkingen |
| ------------------------------------------------------------------- | --------------------- | --------------------- | --------------- | ------------ | ----------- |
| Expectations                                                        | 22-06-2018            | 30-06-2018            | 58              | 3            |             |
| Better Mistakes                                                     | 07-05-2021            | -                     | -               | -            |             |
| Bebe                                                                | 28-04-2023            | -                     | -               | -            |             |

| Album met hitnotering(en) in de Vlaamse Ultratop 200 albums | Datum van verschijnen | Datum van binnenkomst | Hoogste positie | Aantal weken | Opmerkingen |
| ----------------------------------------------------------- | --------------------- | --------------------- | --------------- | ------------ | ----------- |
| Expectations                                                | 2018                  | 30-06-2018            | 53              | 9            |             |

### EP's
| Album met eventuele hitnotering(en) in de Nederlandse Album Top 100 | Datum van verschijnen | Datum van binnenkomst | Hoogste positie | Aantal weken | Opmerkingen |
| ------------------------------------------------------------------- | --------------------- | --------------------- | --------------- | ------------ | ----------- |
| I Don't Wanna Grow Up                                               | 12-05-2015            | -                     | -               | -            |             |
| All Your Fault: Pt. 1                                               | 17-02-2017            | -                     | -               | -            |             |
| All Your Fault: Pt. 2                                               | 11-08-2017            | -                     | -               | -            |             |

### Singles
| Single met eventuele hitnotering(en) in de Nederlandse Top 40 | Datum van verschijnen | Datum van binnenkomst | Hoogste positie | Aantal weken | Opmerkingen                                                                    |
| ------------------------------------------------------------- | --------------------- | --------------------- | --------------- | ------------ | ------------------------------------------------------------------------------ |
| Can't Stop Drinking About You                                 | 15-09-2014            | -                     | tip 11          | -            | vs. Otto Knows                                                                 |
| Hey Mama                                                      | 08-12-2014            | 23-05-2015            | 12              | 20           | met David Guetta en Nicki Minaj / Nr. 10 in de Single Top 100                  |
| That's How You Know                                           | 17-07-2015            | 08-08-2015            | 29              | 11           | met Nico & Vinz en Kid Ink / Nr. 30 in de Single Top 100                       |
| Me, Myself & I                                                | 14-10-2015            | 13-02-2016            | 7               | 13           | met G-Eazy / Nr. 11 in de Single Top 100                                       |
| In the Name of Love                                           | 29-07-2016            | 13-08-2016            | 3               | 22           | met Martin Garrix / Nr. 4 in de Single Top 100                                 |
| No Broken Hearts                                              | 18-03-2016            | -                     | -               | -            | met Nicki Minaj                                                                |
| I Got You                                                     | 28-10-2016            | -                     | tip 8           | -            | Nr. 60 in de Single Top 100                                                    |
| Back to You                                                   | 21-07-2017            | 05-08-2017            | 17              | 14           | met Louis Tomlinson & Digital Farm Animals / Nr. 22 in de Single Top 100       |
| Meant to Be                                                   | 20-10-2017            | 10-02-2018            | 7               | 19           | met Florida Georgia Line / Nr. 18 in de Single Top 100                         |
| Home                                                          | 17-11-2017            | -                     | tip 10          | -            | met Machine Gun Kelly & X Ambassadors / Nr. 93 in de Single Top 100            |
| Girls                                                         | 11-05-2018            | 26-05-2018            | 19              | 7            | met Rita Ora, Cardi B & Charli XCX / Nr. 73 in de Single Top 100 / Alarmschijf |
| Say My Name                                                   | 26-10-2018            | 24-11-2018            | 7               | 23           | met David Guetta & J Balvin / Nr. 10 in de Single Top 100                      |
| Last Hurrah                                                   | 15-02-2019            | 20-04-2019            | 26              | 6            |                                                                                |
| Call You Mine                                                 | 31-05-2019            | 22-06-2019            | 23              | 6            | met The Chainsmokers                                                           |
| Harder                                                        | 12-07-2019            | -                     | tip 6           | -            | met Jax Jones                                                                  |
| You Can't Stop the Girl                                       | 20-09-2019            | 14-12-2019            | 29              | 5            | Soundtrack Maleficent 2: Mistress of Evil                                      |
| Baby, I'm Jealous                                             | 09-10-2020            | 17-10-2020            | 19              | 4            | met Doja Cat                                                                   |
| Sacrifice                                                     | 05-03-2021            | 27-03-2021            | 39              | 5            |                                                                                |
| Chain My Heart                                                | 11-06-2021            | -                     | tip 3           | -            | met Topic                                                                      |
| Family                                                        | 29-10-2021            | -                     | tip 9           | -            | met David Guetta, Ty Dolla Sign & A Boogie wit da Hoodie                       |
| I'm Good (Blue)                                               | 26-08-2022            | 03-09-2022            | 1(12wk)         | 33           | met David Guetta / Alarmschijf                                                 |
| Heart Wants What It Wants                                     | 17-02-2023            | -                     | tip 1           | -            |                                                                                |
| One in a Million                                              | 04-08-2023            | 12-08-2023            | 13              | 21*          | met David Guetta / Alarmschijf                                                 |
| Heart still beating                                           | 27-10-2023            | 15-12-2023            | 28*             | 3*           | met Nathan Dawe / Alarmschijf                                                  |

| Single met hitnotering(en) in de Vlaamse Ultratop 50 | Datum van verschijnen | Datum van binnenkomst | Hoogste positie | Aantal weken | Opmerkingen                                       |
| ---------------------------------------------------- | --------------------- | --------------------- | --------------- | ------------ | ------------------------------------------------- |
| Can't Stop Drinking About You                        | 2014                  | -                     | tip 91          | -            | vs. Otto Knows                                    |
| Hey Mama                                             | 2014                  | 25-04-2015            | 9               | 18           | met David Guetta en Nicki Minaj                   |
| That's How You Know                                  | 2015                  | -                     | tip 2           | -            | met Nico & Vinz featuring Kid Ink                 |
| Me, Myself & I                                       | 2015                  | 20-02-2016            | 12              | 16           | X G-Eazy                                          |
| No Broken Hearts                                     | 2016                  | -                     | tip 26          | -            | featuring Nicki Minaj                             |
| In the Name of Love                                  | 2016                  | 13-08-2016            | 13              | 23           | met Martin Garrix / Platina                       |
| I Got You                                            | 2016                  | -                     | tip 14          | -            |                                                   |
| Bad Bitch                                            | 17-02-2017            | -                     | tip 14          | -            | met Ty Dolla Sign                                 |
| Back to You                                          | 2017                  | 05-08-2017            | 30              | 13           | met Louis Tomlinson & Digital Farm Animals / Goud |
| Home                                                 | 2017                  | 13-01-2018            | 41              | 1            | met Machine Gun Kelly & X Ambassadors             |
| Meant to Be                                          | 2018                  | 14-04-2018            | 34              | 12           | met Florida Georgia Line / Goud                   |
| Girls                                                | 2018                  | -                     | tip 33          | -            | met Rita Ora, Cardi B & Charli XCX                |
| I'm a Mess                                           | 2018                  | -                     | tip 17          | -            |                                                   |
| Say My Name                                          | 2018                  | 22-12-2018            | 23              | 17           | met David Guetta & J Balvin / Goud                |
| Last Hurrah                                          | 2019                  | 20-04-2019            | 47              | 1            |                                                   |
| Call You Mine                                        | 2019                  | -                     | tip 4           | -            | met The Chainsmokers                              |
| Harder                                               | 2019                  | -                     | tip 39          | -            | met Jax Jones                                     |
| Baby, I'm Jealous                                    | 2020                  | -                     | tip             | -            | met Doja Cat                                      |
| Sacrifice                                            | 2021                  | -                     | tip 10          | -            |                                                   |
| I'm Good (Blue)                                      | 2022                  | 03-09-2022            | 1(6wk)          | 43           | met David Guetta                                  |
| One in a Million                                     | 2023                  | 12-08-2023            | 26              | 13*          | met David Guetta                                  |

### NPO Radio 2 Top 2000
| Nummer met noteringen in de NPO Radio 2 Top 2000 | '17  | '18  |
| ------------------------------------------------ | ---- | ---- |
| In the Name of Love (met Martin Garrix)          | 1799 | 1835 |

1. ↑  Een vetgedrukt getal geeft de hoogste notering aan.
2. ↑  2017 was het eerste jaar met een notering voor dit nummer.
3. ↑  Deze tabel is bijgewerkt tot en met de laatste editie (2024).

- Gemeinsame Normdatei: 1050811844
- International Standard Name Identifier: 0000 0004 3429 6460
- Library of Congress Control Number: no2015004450
- MusicBrainz: db8fad3a-e131-47a1-8782-c2ee93708cdd
- Nationale Bibliotheek van Tsjechië: xx0227294
- Nationale Bibliotheek van Israël: 987007414468905171
- Virtual International Authority File: 308694869
- WorldCat: E39PBJxrRkKJPCKmM34ThXpdcP